# Linia A metra w Porto
Linia A – oznaczona kolorem niebieskim linia metra w Porto łącząca podmiejskie, położone nad oceanem Matosinhos z freguesia („parafią”) Campanhã we wschodniej części Porto.
Na trasie Linii A znajdują się 23 stacje, jej całkowita długość wynosi 15,65 km. Średni czas przejazdu to 42 minuty. Na dwóch odcinkach tory wiodą pod ziemią: poprzez dawny kolejowy Túnel da Lapa oraz tunel Trindade – Campanhã.

## Historia
Budowę linii rozpoczęto 15 marca 1999 r. na stacji Campanhã, zaś w połowie lipca 2000 r. zaczęto drążyć mierzący 2,3 km tunel między wspomnianą stacją a Trindade (ukończono go w październiku 2002 roku). Pod koniec czerwca tego roku uruchomiono próbne kursy na mającym charakter trasy tramwajowej odcinku Câmara de Matosinhos – Viso. Regularne kursy na pierwszym, 12-kilometrowym odcinku pomiędzy stacjami Senhor de Matosinhos i Trindade uroczyście zainaugurowano 7 grudnia 2002 roku. 5 czerwca 2004 r. otwarto kolejny odcinek, na którym znalazło się dalszych pięć stacji. Liczący 3,5 km fragment, który kończył się pod stadionem Estádio do Dragão, otwarto na tydzień przed startem piłkarskiego turnieju Euro 2004.

## Stacje
| zdjęcie | nazwa                | odległość            | typ stacji                            | data otwarcia  | przesiadki                                                         |
| ------- | -------------------- | -------------------- | ------------------------------------- | -------------- | ------------------------------------------------------------------ |
|         | Senhor de Matosinhos | ↓ 0,00 km ↑ 15,65 km | przystanek                            | 7 grudnia 2002 |                                                                    |
|         | Mercado              | ↓ 0,71 km ↑ 14,94 km | przystanek                            | 7 grudnia 2002 | autobusy STCP                                                      |
|         | Brito Capelo         | ↓ 1,20 km ↑ 14,45 km | przystanek                            | 7 grudnia 2002 |                                                                    |
|         | Matosinhos Sul       | ↓ 1,73 km ↑ 13,91 km | przystanek                            | 7 grudnia 2002 |                                                                    |
|         | Câmara de Matosinhos | ↓ 2,35 km ↑ 13,30 km | przystanek                            | 7 grudnia 2002 |                                                                    |
|         | Parque Real          | ↓ 3,07 km ↑ 12,57 km | przystanek                            | 7 grudnia 2002 | parking                                                            |
|         | Pedro Hispano        | ↓ 3,73 km ↑ 11,92 km | przystanek                            | 7 grudnia 2002 | parking                                                            |
|         | Estádio do Mar       | ↓ 4,52 km ↑ 11,13 km | przystanek                            | 7 grudnia 2002 |                                                                    |
|         | Vasco da Gama        | ↓ 5,18 km ↑ 10,47 km | przystanek                            | 7 grudnia 2002 |                                                                    |
|         | Senhora da Hora      | ↓ 6,00 km ↑ 9,64 km  | przystanek                            | 7 grudnia 2002 | B C E F parking, parking rowerowy                                  |
|         | Sete Bicas           | ↓ 6,68 km ↑ 8,97 km  | przystanek                            | 7 grudnia 2002 | B C E F                                                            |
|         | Viso                 | ↓ 7,42 km ↑ 8,22 km  | przystanek                            | 7 grudnia 2002 | B C E F                                                            |
|         | Ramalde              | ↓ 8,04 km ↑ 7,60 km  | przystanek                            | 7 grudnia 2002 | B C E F                                                            |
|         | Francos              | ↓ 9,01 km ↑ 6,64 km  | przystanek                            | 7 grudnia 2002 | B C E F                                                            |
|         | Casa da Música       | ↓ 9,88 km ↑ 5,77 km  | płytka                                | 7 grudnia 2002 | B C E F( G) autobusy STCP, autobusy dalekobieżne, parking rowerowy |
|         | Carolina Michaëlis   | ↓ 10,51 km ↑ 5,14 km | naziemna                              | 7 grudnia 2002 | B C E F                                                            |
|         | Lapa                 | ↓ 10,97 km ↑ 4,68 km | przystanek                            | 7 grudnia 2002 | B C E F                                                            |
|         | Trindade             | ↓ 11,83 km ↑ 3,82 km | dwukondygnacyjna (naziemno-podziemna) | 7 grudnia 2002 | B C D E F autobusy STCP, parking rowerowy                          |
|         | Bolhão               | ↓ 12,28 km ↑ 3,37 km | głęboka                               | 5 czerwca 2004 | B C E F autobusy STCP                                              |
|         | 24 de Agosto         | ↓ 12,96 km ↑ 2,69 km | głęboka                               | 5 czerwca 2004 | B C E F autobusy STCP autobusy dalekobieżne                        |
|         | Heroísmo             | ↓ 13,53 km ↑ 2,12 km | głęboka                               | 5 czerwca 2004 | B C E F                                                            |
|         | Campanhã             | ↓ 14,48 km ↑ 1,17 km | naziemna                              | 5 czerwca 2004 | B C E F pociągi autobusy STCP                                      |
|         | Estádio do Dragão    | ↓ 15,65 km ↑ 0,00 km | naziemna                              | 5 czerwca 2004 | B E F Parkuj i Jedź                                                |